# Marra
Der Marra (arabisch جبل مرة Dschabal Marra; auch Jebel Marra) ist ein 3042 m hoher Vulkan auf dem Marra-Plateau im Westen des Sudan. Er ist der höchste Berg des Landes.
Er liegt in den Bundesstaaten Schamal Darfur und Dschanub Darfur zwischen der Stadt al-Faschir und der Grenze zum Tschad. Im Darfur-Konflikt ist er ein Rückzugsort für Rebellen und ein Zufluchtsort für Kriegsvertriebene.
Das umgebende Marra-Plateau ist eine Steinwüste (Hammada). Im Innern der fünf Kilometer weiten 4000 Jahre alten Deriba-Caldera liegen die beiden Deriba-Seen.
Das Marra-Plateau hat eine Fläche von 1500 km² und liegt 1500 bis 3042 m (Kraterrand des Marra) über dem Meeresspiegel.